# NGC 4284
NGC 4284 este o galaxie spirală situată în constelația Ursa Mare. A fost descoperită în 17 aprilie 1789 de către William Herschel. Se află la o distanță de 67,3 de megaparseci de Pământ.